# Monika Stridsman
Monika Stridsman, född 6 april 1951, är en svensk ämbetsman som mellan 2009 och 2015 var generaldirektör för Skogsstyrelsen. Hon är ordförande i föreningen Skogen och ledamot i Kungliga Skogs- och Lantbruksakademien. 
Monika Stridsman utbildade sig till jägmästare och utsågs 2002 till länsjägmästare i Mälardalen. Hon var bland annat varit generalsekreterare för WWF Sverige mellan 1995 och 1999, styrelseordförande för Samtrafiken 2016–2018, VD för Sveriges Skogsvårdsförbund, och ansvarig för jaktfrågor på Naturvårdsverket.
År 2020 utsågs hon till hedersdoktor vid Sveriges lantbruksuniversitet.